# Nederlandse kust

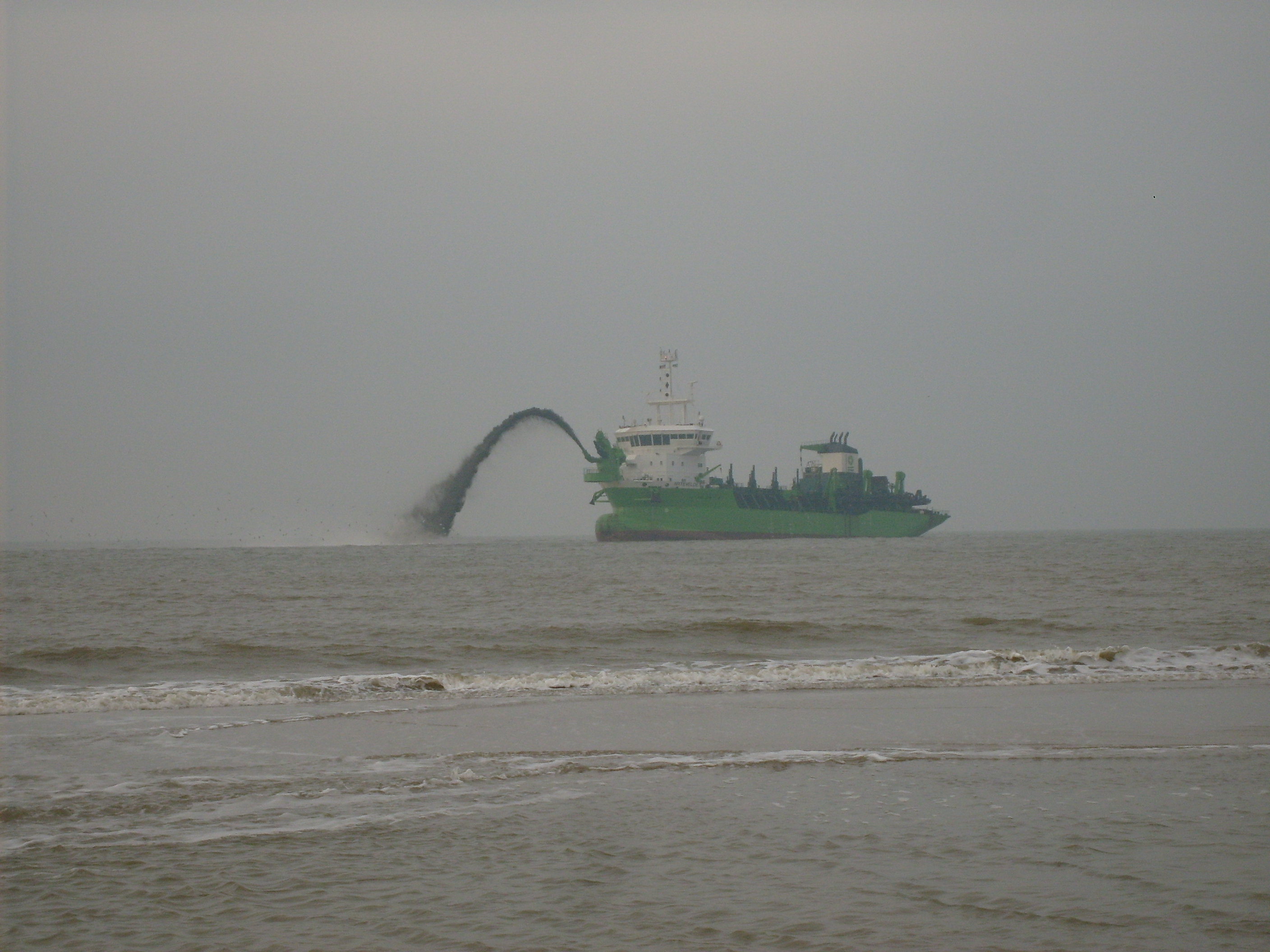
Zandsuppletie aan de Nederlandse kust

De Nederlandse kust is de landstreek waarmee Nederland grenst aan de Noordzee en aan de Waddenzee. De kustlengte bedraagt ongeveer 523 kilometer, waarvan 353 km Noordzeekust, de rest betreft de kust van de Waddenzee en de Westerschelde. Diverse waterverdedigingswerken, waaronder de Deltawerken maken deel uit van de Nederlandse kust.

## Toerisme
De Nederlandse kust is een van de toeristische trekpleisters van Nederland. In 2011 vierden ongeveer 1,75 miljoen buitenlandse toeristen hun vakantie langs de kust en 3 miljoen Nederlandse vakantiegangers. Samen besteedden zij ruim 1 miljard euro.

## Natuur
De zee is Nederlands grootste natuurgebied, met vele soorten vissen, schelpdieren, krabben en garnalen.